# Szálkásszőrű német vizsla
Egyike a német vizsla fajtáknak. Nagyon sokan tévesen úgy hiszik, hogy azonos a drótszőrű német vizslával. Pedig manapság egy teljesen különálló fajtáról van szó.

## Története
Története bizonyos pontig megegyezik a „drótossal”. A szálkás és drótszőrű fajták létrejöttét többé-kevésbé gyakorlati tényezők indokolják. Szükség volt a simaszőrű fajták mellett olyan vadászkutyákra, amelyek ellenállóbbak, jobban bírják a hideget és az időjárás viszontagságait. Így alakultak ki a durva szőrű német vizslák. A fent említett fajtáknak a közös őse a barbet (szakállas latinul) szálkás szőrű francia vadászkutya volt. Több kutyafajta keresztezéséből, mint a rövidszőrű német vizsla, ónémet kopó, griffon, és a fent említett barbet, különböző szőrminőségű egyedek származtak, majd a durvább szőrű példányok kiválasztása során kialakult a szálkásszőrű német vizsla. A fajta szelektálásánál elsősorban a küllemi szempontokat vették figyelembe, így nagyon sokat adtak a szőrzet minőségére. A fajta tenyésztése ezért roppant nehézkes. Lásd még a drótszőrű német vizsla cikket.

## Külleme és jelleme
- Általános megjelenés

A szálkásszőrű német vizsla erős testű, szilárd csontozatú, a hideget kitűnően bírja, a meleget viszont nem kedveli. A drótszőrű német vizslához hasonló, nemes megjelenésű, közepes nagyságú kutya. Szőrzete durva, összességében energiát sugároz, mozgása térölelő, harmonikus.
- Nagyság és tömeg

A kanok marmagassága 60–70 cm, a  szukák alacsonyabbak 58–68 cm. Tömege kb.25–32 kg.
- Fej

Közepes nagyságú, nem túl nehéz. Az orrtükör nagy, jól fejlett, tág orrnyílásokkal. Az orrhát egyenes, az arcorri hajlat enyhe. A koponyatető enyhén boltozatos, nem túl széles. Az ajkak jól zárnak. A szemek középnagyok, sötétbarnák. A világosabb példányok szeme lehet világosabb, de nem sárga. A fülek magasan tűzöttek, középnagyok, végükön lekerekítettek, nem túl vékonyak.
- Nyak és törzs

A nyak jól tűzött, izmos, megfelelően hosszú és enyhén ívelt. A nyakbőr ne képezzen lebernyeget. A mellkas mély és széles. A bordák szépen íveltek. A hát feszes, izmos. Az ágyék jól izmolt és rövid. A far megfelelően hosszú és széles, lehet enyhén csapott. A has kissé felhúzott. A farok középmagasan tűzött, felére kurtítják. Munka közben a farok a hátvonal szintjén hordott. A végtagok erőteljesek, jól izmoltak, egyenesek.
- Szín és szőrzet

Színe általában barna deres, kisebb-nagyobb fehér foltokkal, fehér alapon barnán spriccelt, tiszta barna.A szőrzet a testen mintegy 4 cm hosszú, nem egészen testhez simuló. A fejen a szemöldök és a szakáll kivételével rövidebb, testhez simuló. A szemöldök és a szakáll szőrzete hosszabb, ne legyen puha. A torok-, mell- és hastájékon a szőrzet valamivel hosszabb, a lábak hátsó élén kis zászlót alkot. A durva szőrű fajták jellegzetessége, hogy a fedőszőrök alatt finomabb aljszőrök találhatók. Az aljszőrzet nyáron teljesen hiányozhat, míg télen jelentősen feldúsulhat.
- Hibák

Minden alkati hiba, akarcsak a rövidszőrű német vizsla esetében. Ezenkívül hiba a félkemény ún."kecskeszőrzet", a túl hosszú, puha szőrzet, a túl sok szürkésfehér szín, valamint a sárga, fehér vagy fekete jegyek a fejen vagy a végtagokon.

## Rokon fajták
- rövidszőrű német vizsla
- hosszúszőrű német vizsla
- drótszőrű német vizsla
- weimari vizsla
- korthals-griffon

## Külső hivatkozások
- A szálkásszőrű német vizsla FCI standard-je(angol)
- A német vizsla a Startlapon
- Szálkás szőrű német vizsla fajtaismertető a Kutya-Tár-ban
- Webkutya.hu[halott link]
- A magyar német vizsla klub
- A szálkásszőrű német vizsla klub Németország(német)